# بوجلیل
بوجلیل (به عربی: بوجلیل) یک شهرداری در الجزایر است که در استان بجایه واقع شده‌است.